# Place Jules-Renard
La place Jules-Renard est une voie située dans le quartier des Ternes du 17e arrondissement de Paris.

## Situation et accès
La place Jules-Renard est desservie par la ligne 3 à la station Porte de Champerret.

## Origine du nom

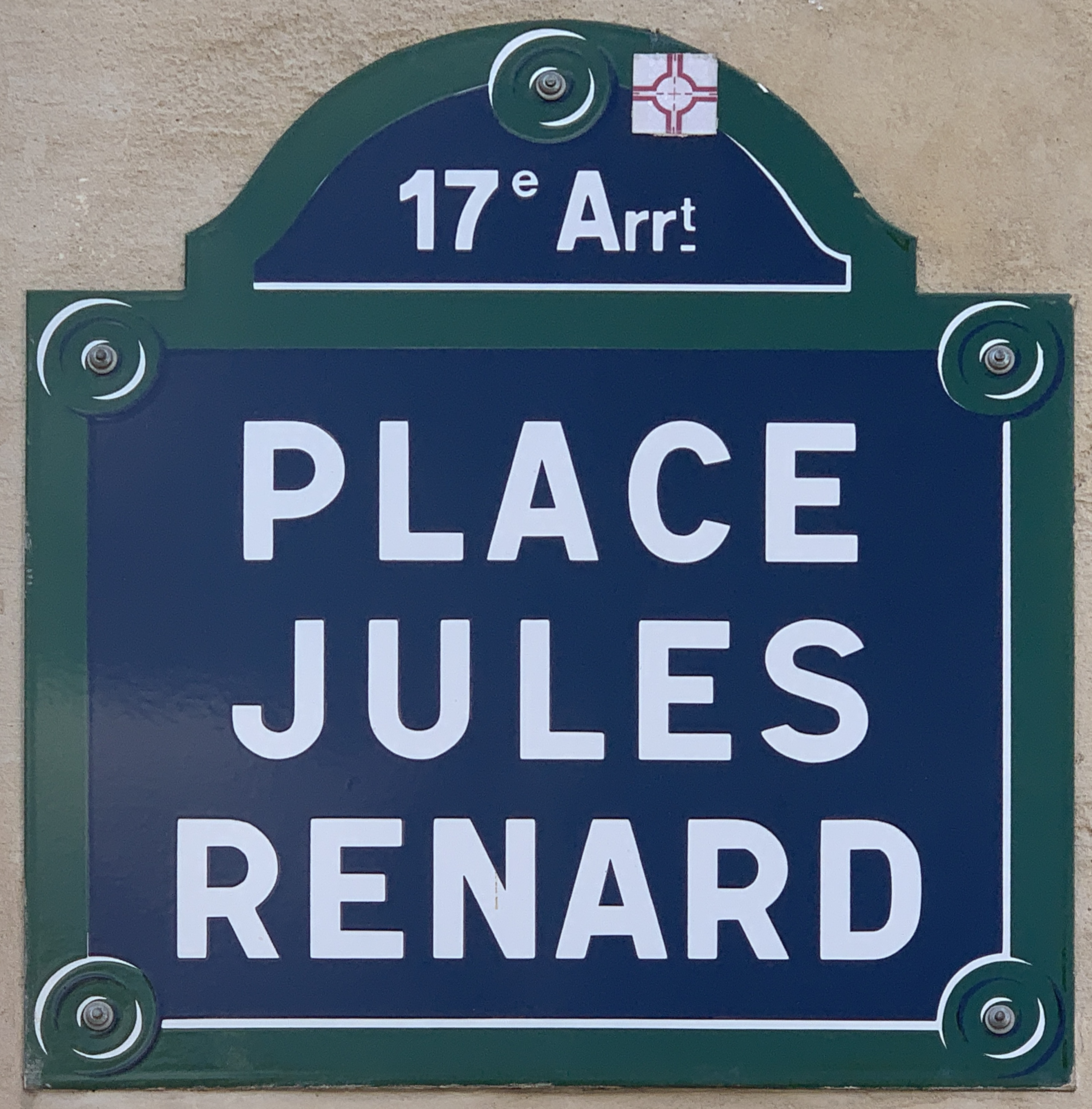
Plaque de la place.

Elle porte le nom de l'écrivain Jules Renard (1864-1910).

## Historique
La voie a été ouverte et a pris sa dénomination actuelle en 1933 sur l'emplacement du bastion no 49 de l'enceinte de Thiers.
Le 8 octobre 2011, le centre de la place a pris le nom d'esplanade du Général-Casso,

## Bâtiments remarquables et lieux de mémoire
- Au no 1, la caserne Champerret des sapeurs-pompiers de Paris et son état-major.

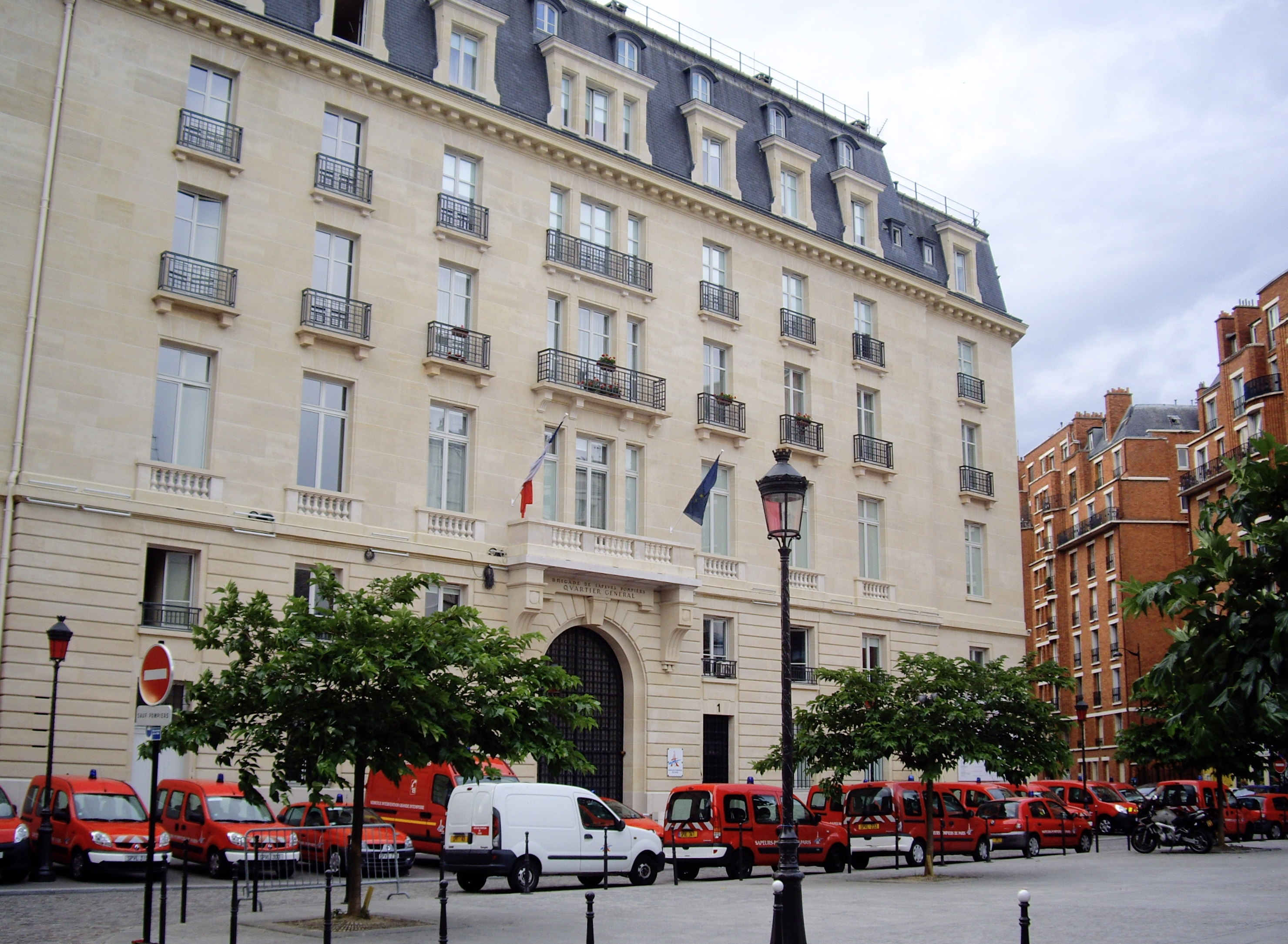
La caserne des sapeurs-pompiers de Paris.